# Малейки (Брагінський район)
Малейки — (біл. вёска Малейки), село (веска) в складі Брагінського району розташоване в Гомельській області Білорусі. Село підпорядковане Малейківській сільській раді і є центром однойменної сільської ради, у ньому мешкає 292 осіб (станом на 2004 рік).
Село Малейки розташоване на південному сході Білорусі, у південній частині Гомельської області, неподалік від районного центру Брагіна (за 8 кілометрів східніше).